# 유초 (평제장후)
유초(劉招, ? ~ 기원전 68년)는 전한 후기의 제후로, 하간헌왕의 아들이다.

## 생애
지절 2년(기원전 68년) 4월 계묘일, 평제후(平隄侯)에 봉해졌으나 그 해에 죽었다. 시호를 장(莊)이라 하였고, 작위는 아들 유영이 이었다.

## 출전
- 반고, 《한서》 권15상 왕자후표 上